# 포날레역
포날레역 (Ponale)은 밀라노 지하철 5호선의 역이다.

## 역사
5호선의 1차 구간 공사는 2007년 9월경에 시작됐는데 여기에는 포날레 역도 포함되었다. 이후 2013년 2월 10일 노선이 개통되면서 동시에 문을 열었다.

## 역 구조
포날레 역은 5호선의 다른 모든 역과 마찬가지로 1면 2선 구조로 되어 있으며, 휠체어로 접근이 가능하다. 또한 밀라노 지하철의 도심 구간 내에 있는 역이기도 하다.
풀비오 테스티 대로, 포날레 로, 키에세 로의 교차로에 위치해 있으며 풀비오 테스티 대로에만 출구가 나 있다.

## 환승
포날레 역에서 다음 교통노선으로 환승할 수 있다.
- 트램 정거장 (Ponale M5, 31번)
- 버스 정류장

## 시설
- 장애인 접근시설
- 엘리베이터
- 에스컬레이터
- 역내 감시카메라